# Siphonops hardyi
Siphonops hardyi és una espècie d'amfibis gimnofions de la família Caeciliidae. És endèmica del Brasil. Va ser descrit per George Albert Boulenger el 1888. El nom específic honora el col·leccionista i explorador belga F. Hardy du Dréneuf.
Viu al sòl o sota la fullaraca del bosc o sota les pedres del bosc primari, i també en plantacions i jardins rurals. És ovípar amb ous terrestres i desenvolupament directe, i no depèn de l'aigua per a la reproducció. Té entre 89 i 101 anells primaris i no supera els 18cm de longitud.

## Distribució
Sud-est del Brasil (São Paulo, Rio de Janeiro, Espírito Santo i Minas Gerais, encara que probablement més estès).
És una espècie que s'adapta fàcilment a canvis de l'hàbitat i no s'ha identificat cap risc major